# Atheistische Organisationen in Österreich
Dieser Artikel beschreibt einige atheistische Organisationen in Österreich. Die aktuell auf dem Gebiet der Republik Österreich aktiven atheistischen Organisationen entstanden mehrheitlich im 21. Jahrhundert, insbesondere in den 2010er-Jahren. Nur ein Bruchteil der österreichischen Atheisten ist in diesen Vereinen vertreten.

## Organisationen
Es gibt in Österreich aktuell einige aktive atheistische Organisationen. Zu diesen zählen (in alphabetischer Reihenfolge): die Allianz für Humanismus und Atheismus (AHA), die Atheisten Österreich, die Atheistische Religionsgesellschaft in Österreich (ARG), das Atheist Republic Vienna Consulate, der Verein evo, die Giordano Bruno Regionalgruppe Österreich (GBRÖ), der Humanistische Verband Österreich (HVÖ) und die Säkulare Flüchtlingshilfe Österreich.

### Allianz für Humanismus und Atheismus
Der Verein Allianz für Humanismus und Atheismus (AHA) ist eine atheistische Organisation auf dem Gebiet der Republik Österreich. Die Allianz für Humanismus und Atheismus ist aus der oberösterreichischen Landesgruppe des Freidenkerbund Österreich heraus entstanden. Sie ist seit 1988 ein selbständiger Verein, der unter dem Namen „Allianz für Humanismus und Atheismus“ im ZVR eingetragen ist und seinen Sitz in Linz hat.

### Atheisten Österreich
Der Verein Atheisten Österreich ist eine atheistische Organisation innerhalb der Republik Österreich. Er hat unter anderem den Zweck einer Interessenvertretung von Menschen, die eine konsequente Trennung von Staat und Religion anstreben und nicht religiöse Konzepte und Vorstellungen, sondern Humanismus und Wissenschaft, als Basis der Gesetzgebung, gesellschaftlichen Zusammenlebens und ihrer persönlichen Ausrichtung unterstützen. Dabei wird auf die eigene Internetpräsenz gebaut (Website und diverse Social-Media-Kanäle). Der Verein veranstaltet zudem Stammtische in einigen Landeshauptstädten in Österreich. Außerdem ist er Mitglied der Atheist Alliance International.

#### Geschichte
Der Verein Atheisten Österreich wurde am 21. Dezember 2018 gegründet. Er ist unter dem Namen „Atheisten Österreich“ im ZVR eingetragen, hat seinen Sitz in Stallhofen in der Steiermark und zählt mit knapp über 50 Mitgliedern bereits zu den größeren atheistischen Organisationen in Österreich. Vor der Vereinsgründung wurde eine Initiative vom derzeitigen Obmann gestartet, welche sich rein auf eine Social-Media-Seite konzentrierte. Durch großes Interesse und Wachstum wurde ein Verein gegründet.

#### Ethik-Kampagne
Der Vorstoß der Regierung im Mai 2020 zum Thema Ethikunterricht wurde vom Verein kritisch beäugt. Unter anderem kritisieren sie die Diskriminierung, die vom Gesetzesentwurf ausgeht. Dazu wurde auch eine Stellungnahme beim österreichischen Parlament eingebracht. Mit Ablauf der Frist konnten 67 Zustimmungen erzielt werden. Zum Abschluss der Kampagne wurde auch eine Kundgebung vor dem Bundesministerium für Bildung, Wissenschaft und Forschung abgehalten.

### Atheistische Religionsgesellschaft in Österreich
Die Atheistische Religionsgesellschaft in Österreich (ARG) ist eine atheistische Organisation auf dem Gebiet der Republik Österreich. Sie versteht sich als atheistische religiöse Bekenntnisgemeinschaft und möchte langfristig eine volle Gleichberechtigung und Anerkennung als Religionsgesellschaft in Österreich erreichen und damit auch neue Räume kultureller Partizipation für Atheistinnen und Atheisten eröffnen. Die Atheistische Religionsgesellschaft ist aktuell die größte atheistische Organisation in Österreich.

#### Geschichte
Das Projekt Atheistische Religionsgesellschaft wurde etwa 2007 gegründet. Am 30. Dezember 2019 wurde die Eintragung als staatlich eingetragene religiöse Bekenntnisgemeinschaft beim Kultusamt beantragt; derzeit läuft beim Verwaltungsgericht Wien ein Beschwerdeverfahren gegen einen abweisenden Bescheid des Kultusamts, der sich auf das Bekenntnisgemeinschaftengesetz stützt.

#### Religionslehre
Die vom Bekenntnisgemeinschaftengesetz verlangte Darstellung der Religionslehre findet sich im § 2 der ARG-Statuten. Zu Transzendenzbezügen der Atheistischen Religionsgesellschaft gibt es auf der ARG-Homepage eine vierteilige Beitragsserie.

#### Interreligiöser Dialog
Dialog – auch interreligiöser Dialog – spielt im Selbstverständnis der Atheistischen Religionsgesellschaft eine wichtige Rolle. In der Religionslehre heißt es dazu: „Dialog mit anderen und andersdenkenden Menschen hilft uns, unser eigenes Leben in einem breiteren Zusammenhang zu sehen und zu verstehen. Indem wir uns auf die Welten anderer Menschen einlassen, transzendieren wir unseren eigenen Erfahrungshorizont.“ Dementsprechend engagiert sich die Atheistische Religionsgesellschaft auch im interreligiösen Dialog.
Im November 2016 regten Präsidiumsmitglieder der Atheistischen Religionsgesellschaft in einem Schreiben an Papst Franziskus an, den Katechismus der Katholischen Kirche im Hinblick auf Aussagen zum Atheismus zu ändern; die Beantwortung des Schreibens erfolgte im Auftrag des Papstes durch das Staatssekretariat.
Bei der Gedenkfeier am 20. September 2018 vor dem Mahnmal für die österreichischen jüdischen Opfer der Schoah am Judenplatz in Wien zum Auftakt des 32. Internationalen Altkatholikenkongresses 2018 in Wien wurde auch ein Präsidiumsmitglied der Atheistischen Religionsgesellschaft unter den Ehrengästen begrüßt.

#### Politik
Im Jahr 2017 hat ein Präsidiumsmitglied der Atheistischen Religionsgesellschaft die Erwähnung einer „Treue zu Gott“ in der Präambel zur Tiroler Landesverfassung in Erinnerung gerufen.
In Tirol hat ein Präsidiumsmitglied der Atheistischen Religionsgesellschaft im Dezember 2018 eine Petition an den Tiroler Landtag zum Heim Martinsbühel eingebracht. Diese Petition hat sich sehr rasch zu einer stark unterstützten Petition an den Tiroler Landtag entwickelt.
Im Begutachtungsverfahren zum Ministerialentwurf für ein Gesetz zur Einführung des Ethikunterrichts in Österreich hat das Präsidium der Atheistischen Religionsgesellschaft am 30. Mai 2020 eine Stellungnahme abgegeben.

#### Kritik
Der evangelische Theologe Ulrich Körtner hat in einem Gastkommentar in der Presse die Atheistische Religionsgesellschaft als Vertreterin eines Neuen Atheismus, der „das elementare Menschenrecht auf Gedanken-, Gewissens- und Religionsfreiheit infrage“ stelle und damit „in seinen Konsequenzen freiheitsgefährdend“ sei, kritisiert. Diese Kritik wurde von einem Präsidiumsmitglied der Atheistischen Religionsgesellschaft in einem Gastkommentar in der Wochenzeitung Die Furche aufgegriffen. Der Gastkommentar weist unter anderem darauf hin, dass die Atheistische Religionsgesellschaft „das Menschenrecht auf Religionsfreiheit nicht nur nicht in Frage stellt, sondern auch für sich in Anspruch nimmt“ und „auf ihre Weise zu einem etwas entspannteren Umgang mit Atheismus und Religion“ einlädt.
Der Philosoph Konrad Paul Liessmann hat in der NZZ und dann auch in der Kleinen Zeitung und in der Neuen Vorarlberger Tageszeitung ebenfalls Kritik an der Atheistischen Religionsgesellschaft geäußert, unter anderem mit dieser Frage: „Nicht an einen Gott zu glauben, will also das Gleiche sein, wie an einen Gott zu glauben?“

### Atheist Republic Vienna Consulate
Atheist Republic Vienna Consulate ist eine atheistische Organisation auf dem Gebiet der Republik Österreich. Atheist Republic Vienna Consulate ist als Teil der von Armin Navabi gegründeten Facebook-Community Atheist Republic im Jahr 2019 entstanden.

### Verein evo
Die Organisation Verein evo (für Evolution) ist eine atheistische Organisation auf dem Gebiet der Republik Österreich. Sie wurde 2011 gegründet und war zunächst unter der Bezeichnung gottlos.at aktiv.

### Giordano Bruno Regionalgruppe Österreich
Die Giordano Bruno Regionalgruppe Österreich ist eine atheistische Organisation auf dem Gebiet der Republik Österreich. Sie ist als österreichische Regionalgruppe der Giordano-Bruno-Stiftung entstanden. Seit 2014 ist sie ein selbständiger Verein, der unter dem Namen „Giordano Bruno Regionalgruppe Österreich“ im ZVR eingetragen ist und seinen Sitz in Wien hat. Seit 2024 wird sie kommissarisch vom HVÖ verwaltet.

### Humanistischer Verband Österreich
Der Humanistische Verband Österreich ist eine säkular-laizistische Freidenkerorganisation. Er hat seinen Sitz in Enzersdorf an der Fischa und wurde 1978 unter dem Namen Freidenkerbund Österreich gegründet.

### Säkulare Flüchtlingshilfe Österreich
Die Säkulare Flüchtlingshilfe Österreich ist eine atheistische Organisation auf dem Gebiet der Republik Österreich. Sie wurde etwa 2019 gegründet. Seit 2020 ist sie ein selbständiger Verein, der unter dem Namen Säkulare Flüchtlingshilfe – Österreich im ZVR eingetragen ist und seinen Sitz in Wien hat.

## Statistisches
Nach Ergebnissen der Europäischen Wertestudie 2018 haben sich im Jahr 2018 etwa vier Prozent der in Österreich lebenden Menschen „als überzeugte Atheisten“ bezeichnet. Das entspricht etwa 352.800 Personen.
Eine Auflistung zur „Atheistenszene Österreich“ auf der Webseite der Atheisten Österreich zeigt, dass aktuell (Mai 2020) wohl nur ein sehr kleiner Bruchteil der Atheistinnen und Atheisten Österreichs auch Mitglied einer atheistischen Organisation in Österreich ist.